# Grote Afro-Amerikaanse volksverhuizing

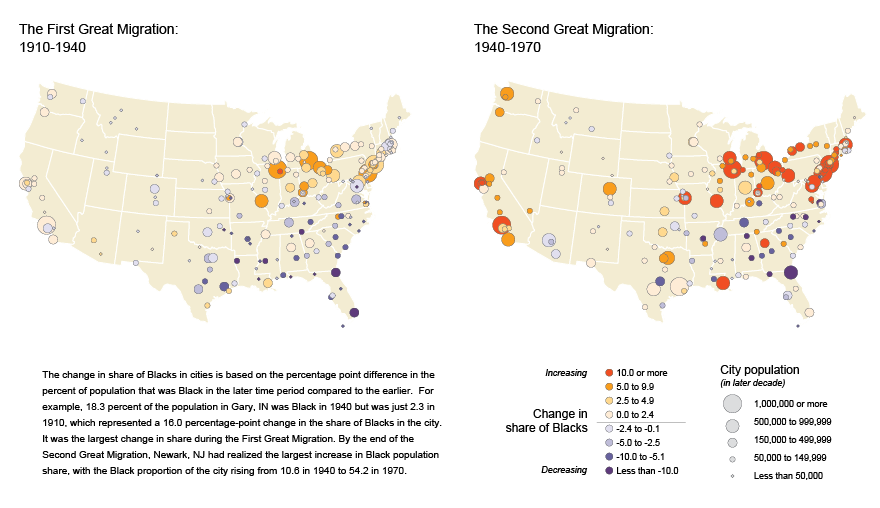
De belangrijkste vertrek- en eindpunten tijdens de eerste en tweede migratie

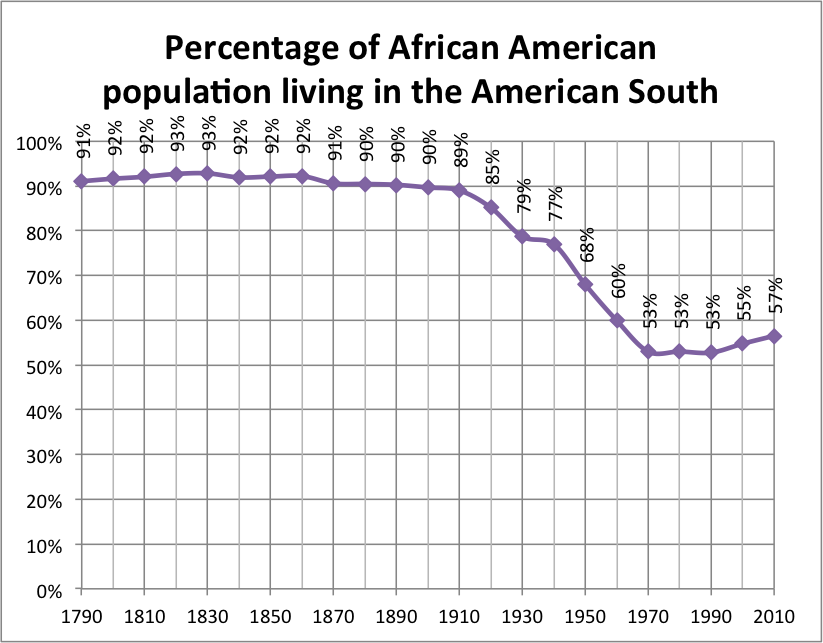
Percentage Afro-Amerikanen in het zuiden

De grote Afro-Amerikaanse volksverhuizing (Great Migration) was een migratie van Afro-Amerikanen vanuit het platteland van de Zuidelijke Verenigde Staten naar de steden van de Noordoostelijke Verenigde Staten, het Midden-Westen en de Westelijke Verenigde Staten die plaatsvond tussen 1916 en 1970.
Soms wordt onderscheid gemaakt tussen een eerste migratie tussen 1916 en 1930 van zo'n 1,6 miljoen mensen naar noordelijke industriesteden en een tweede migratie tussen 1940 en 1970 van zo'n vijf miljoen mensen naar het noorden en westen. Vanaf 1965 wordt ook wel een omgekeerde migratie onderscheiden, de New Great Migration.
Voor 1910 woonde meer dan 90% van de Afro-Amerikanen in het zuiden en 80% op het platteland. Na de tweede migratie woonde de helft in het noorden en westen en in 1970 woonde meer dan 80% van hen in steden.

## Oorzaken

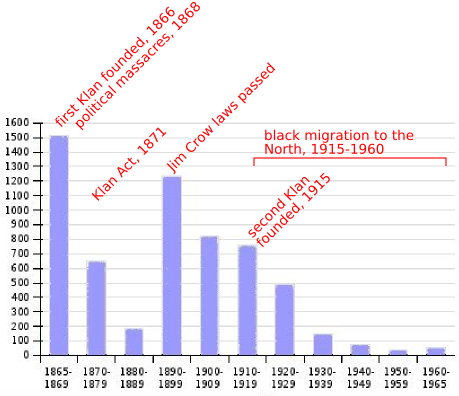
Racistische lynchpartijen in de Verenigde Staten

De oorzaken van de migratie waren gelegen in de rassensegregatie in het zuiden via de Jim Crow-wetten na de Reconstructie, het toenemende racisme in het zuiden – gepaard gaande met uit het idee van witte suprematie voortvloeiend geweld met een hoog aantal lynchpartijen – en de beperkte sociale en economische kansen. Naast deze push van het zuiden was er vanuit het noorden een pull door een arbeidstekort in de industriesteden daar ten tijde van de Eerste Wereldoorlog.
Nadat in 1929 de Grote Depressie uitbrak, nam de migratie af doordat er in het noorden minder kansen waren. Met de toegenomen productie door de Tweede Wereldoorlog en de exceptionele economische groei in de Trente glorieuses. Daarna trok de migratie weer aan. Dit was mede veroorzaakt door de mechanisatie in de landbouw, waardoor veel landarbeiders hun inkomstenbron verloren. Met de vorderingen die de Afro-Amerikaanse burgerrechtenbeweging maakte, begon na 1965 een omgekeerde migratie op gang te komen.

## Gevolgen

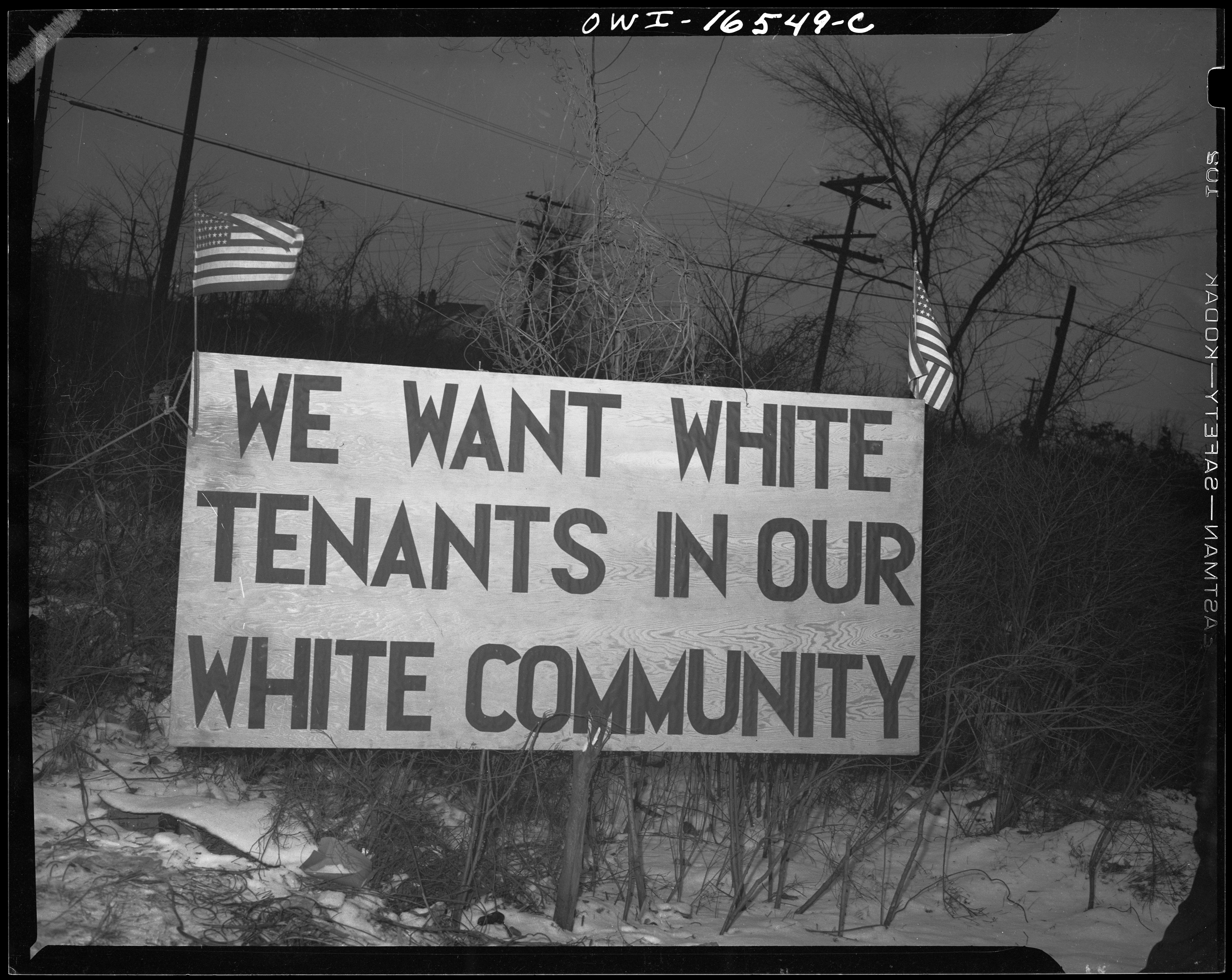
Bord bij de Sojourner Truth homes in Detroit waarmee in 1942 geprotesteerd werd tegen de komst van zwarte inwoners

De komst van de grote aantallen Afro-Amerikanen in de noordelijke en westelijke steden bracht een nieuwe segregatie op gang, ditmaal een economische. Van de blanke stadsbewoners trok een groot deel naar de buitenwijken en voorsteden, de white flight. Daarnaast werd de grote aanvoer van goedkope arbeidskrachten wel als een bedreiging gezien door de blanke arbeidersklasse, veelal recente migranten uit achtergebleven gebieden in Europa. Door praktijken als redlining kon de beschikbaarheid van bepaalde diensten in zwarte wijken afnemen, met urban decay tot gevolg.

Anderzijds bracht de migratie ook een culturele verrijking naar de steden, wat onder meer tot uiting kwam in de Harlem Renaissance. Chicago werd naast New Orleans een belangrijk centrum voor dixieland en later jazz en Chicago blues. Detroit bracht onder meer Motown voort waarmee soul ook een blank publiek bereikte.
Voor het zuiden was het verdwijnen van een groot deel van de zwarte bevolking een dilemma. Enerzijds waren deze met grote vijandigheid behandeld en aanvankelijk werd de migratie dan ook positief ontvangen. Naarmate de aantallen toenamen, ontstond er echter een probleem voor een economie die gebaseerd was op deze goedkope arbeidskrachten. Daarop werden er initiatieven ontplooid om de migratie te stoppen. Toen salarisverhogingen en verbeteringen van de omstandigheden niet hielpen, werd geprobeerd om de Afro-Amerikanen te belemmeren in hun mogelijkheden om te reizen. Senator Narciso Gender Gonzales van South Carolina vatte het dilemma al eerder samen als:
Politically speaking there are far too many negroes in South Carolina, but from an industrial standpoint there is room for many more.
In 1940 was de mechanisering in het zuiden dusdanig doorgevoerd dat de hernieuwde migratie als minder problematisch werd gezien door de blanke bevolking.